# Josef Gerum
Josef Gerum (* 22. September 1888 in München; † 14. Juli 1963 in Hohenschäftlarn bei München) war frühes NSDAP-Mitglied, Teilnehmer des Hitler-Putsches 1923 und leitender Polizeibeamter im NS-Staat.

## Leben

### Bis 1933
Der gelernte Metzger Gerum stammte aus München. 1917 trat er als Kriminalpolizeianwärter in den bayrischen Polizeidienst ein, erreichte dort den Rang eines Kriminalassistenten.
Parteimitglied seit dem 1. Januar 1920, wurde Gerum in den frühen 1920er-Jahren einer der ersten Mitarbeiter des Nationalsozialisten Wilhelm Frick, dem damaligen Leiter des Sicherheitsdienstes der Kriminalpolizei München. Ab 1923 gehörte er zum Stoßtrupp Adolf Hitler und nahm mit dieser Truppe als eine Art „Leibwächter“ Hitlers am Putschversuch vom 8./9. November 1923 teil: „Gerum bahnte als Erster mit der Pistole in der Hand einen Weg für den nachfolgenden Hitler und blieb während der weiteren Vorgänge stets an der Seite Hitlers, um ihn gegen etwaige Angriffe zu schützen.“ Wegen seiner Putschbeteiligung wurde Gerum aus dem Polizeidienst entlassen und zu 15 Monaten Festungshaft verurteilt, von denen er 4 Monate zusammen mit Hitler, Rudolf Heß, Hermann Kriebel und anderen in der Festung Landsberg verbüßte.
In den folgenden Jahren war er unter anderem in Martin Bormanns Hilfskasse der NSDAP und in der NSDAP-Propagandaabteilung unter Joseph Goebbels und Gregor Strasser angestellt. Erst zum 1. Oktober 1931 trat er der neu gegründeten NSDAP bei (Mitgliedsnummer 659.283). Am 15. September 1932 schloss er sich der SS an.

### Im NS-Staat
1933 wurde er von Heinrich Himmler wieder in den Polizeidienst aufgenommen und war bei der Bayerischen Politischen Polizei in München sowie im Sicherheitsdienst des Reichsführers-SS tätig (SS-Nummer 107.128). Laut einer Untersuchung des Instituts für Zeitgeschichte hatte Gerum in dieser Zeit Kontakte zu katholischen politischen Kreisen, denen er zur eigenen Absicherung heimlich zuarbeitete.
Im April 1934 übernahm der inzwischen zum SS-Sturmführer aufgestiegene Gerum im Rang eines Kriminalrats die Leitung der Dienststelle der Bayerischen Politischen Polizei in Würzburg, die am 1. Oktober 1936 in „Geheime Staatspolizei – Staatspolizeistelle Würzburg“ umbenannt wurde. Hintergrund für die Versetzung scheint seine Beteiligung an einer Intrige gegen Reinhard Heydrich gewesen zu sein. Nach Kriegsende beurteilte die Spruchkammer Gerum als einen „der gefürchtetsten, gewalttätigsten und rücksichtslosesten Gestapo-Chefs in Würzburg. Er war in der ganzen Stadt gefürchtet und gehaßt, auch von Parteigenossen“ und versuchte durch „energisches Handeln“ seine Münchner Verfehlungen wiedergutzumachen.
Gerums Energie richtete sich unter anderem gegen den Schweinheimer Kaplan Franz Krug (* 24. Dezember 1904 in Würzburg; † 11. Dezember 1993 in Bad Kissingen) sowie den promovierten Juristen und Schweizer Staatsbürger Leopold Obermayer, der sich im Oktober 1934 bei ihm über die Kontrolle seiner Post beschwert hatte. Krug wurde am 18. Oktober 1938 in die „Provinz“ nach Dorfprozelten strafversetzt und entging so einer Deportation ins KZ. Der als „besonders homophob“ geltende Gerum ließ den offen homosexuell lebenden Obermayer umgehend in „Schutzhaft“ nehmen. Bei seinen Vernehmungen wies Obermayer zu seiner Verteidigung auf Homosexuelle in der näheren Umgebung des mainfränkischen Gauleiters Otto Hellmuth hin, woraufhin Gerum ermittelte und am 5. Mai 1935 in einem zwölfseitigen Bericht an das bayerische Innenministerium „Vorgänge bei der Gauleitung Mainfranken“ meldete. Gauleiter Hellmuth forderte daraufhin die Ablösung Gerums, wobei er ihn als „zur Verwendung in der Politischen Polizei … absolut untauglich“ bezeichnete.
Im Januar 1935 wurde Obermayer von Gerum persönlich in das Konzentrationslager Dachau eingeliefert, im September 1935 wurde er dann in Untersuchungshaft überführt. Ein bei ihm gefundener handschriftlicher Bericht über seine KZ-Haft gelangte in die Hände Gerums, der daraufhin eine erneute Einweisung Obermayers ins Konzentrationslager forderte und auch erreichte: „Die Gefahr einer ungehemmten Aussprache bei Gericht in Sachen Dachau ist zu groß.“ Mehr als ein Jahr später, im Dezember 1936, wurde gegen Obermayer vor dem Landgericht Würzburg ein Prozess wegen Verstoßes gegen den § 175 eröffnet. Am 13. Dezember 1936 wurde er zu zehn Jahren Zuchthaus, Ehrverlust sowie anschließender Sicherungsverwahrung verurteilt. Obermayer starb am 22. Februar 1943 im KZ Mauthausen.
1937 wurde Gerum abgelöst und fand Verwendung bei der Stapo-Leitstelle München. 1939 meldete er sich freiwillig zur Armee und nahm in einer Einheit der Geheimen Feldpolizei am Überfall auf Polen teil. Wegen Erkrankung gerade auf Urlaub in München, übernahm er eher beiläufig am 8. November 1939 als Verantwortlicher die Absicherung des Bürgerbräukellers während der Hitler-Rede, bei der das erfolglose Attentat Georg Elsers auf Hitler stattfand. In der anschließenden Untersuchung wurden Gerum erhebliche Mängel bei der Sicherung der Veranstaltung vorgeworfen, zeitweilig wurde er sogar wegen Verdunkelungsgefahr verhaftet.
1940 nahm der zur Feldpolizeigruppe 627 zurückgekehrte Gerum am Frankreichfeldzug teil. Seine „Sondergruppe Gerum“ hatte dort die Aufgabe, „Kunstschätze im Auftrag des Führers auszusuchen und zu sichern“, wobei von der Truppe Kunstsammlungen und Privatwohnungen nach meist vorgefertigten Listen geplündert wurden. In der Folgezeit wurde Gerum in Frankreich verwundet. Es schlossen sich Lazarettaufenthalte an. Ab 1942 war er wieder bei der Stapo-Leitstelle München.
Gerum hatte bei seinen Parteigenossen und polizeilichen Vorgesetzten einen ausgesprochen schlechten Ruf. Schon in den 1920er-Jahren galt er als eigenwillig und draufgängerisch und war durch wiederholte Eigenmächtigkeiten aufgefallen. Heinrich Himmler notierte am 3. Oktober 1942, er sei der „Typ des unzufriedenen und ewig kritisierenden alten Kämpfers. Er übt in dieser Richtung in München einen fast unheilvollen Einfluß aus“. Als Gerum, der es bis zum SS-Sturmbannführer brachte, 1942 erneut auffällig wurde, indem er einem Versetzungsbefehl nicht nachkam, wurde er zwangspensioniert. Danach war er Wirtschaftsleiter bei BMW.

### Nach 1945
Nach drei Jahren automatischen Arrests in einem amerikanischen Internierungslager wurde Gerum 1948 entnazifiziert. Für seine Tätigkeit als Gestapochef in Würzburg erhielt er ein Jahr Gefängnis. Bis 1957 wurden in Würzburg und München eine Reihe weiterer Verfahren gegen Gerum eingeleitet, ohne dass es zu einer Verurteilung kam.
Er starb am 14. Juli 1963 in Hohenschäftlarn bei München und wurde dort beigesetzt.